# Banksia lemanniana
Banksia lemanniana es una especie de un pequeño e insólito grupo de banksias en Australia occidental cuyas espigas de flores miran al suelo. 

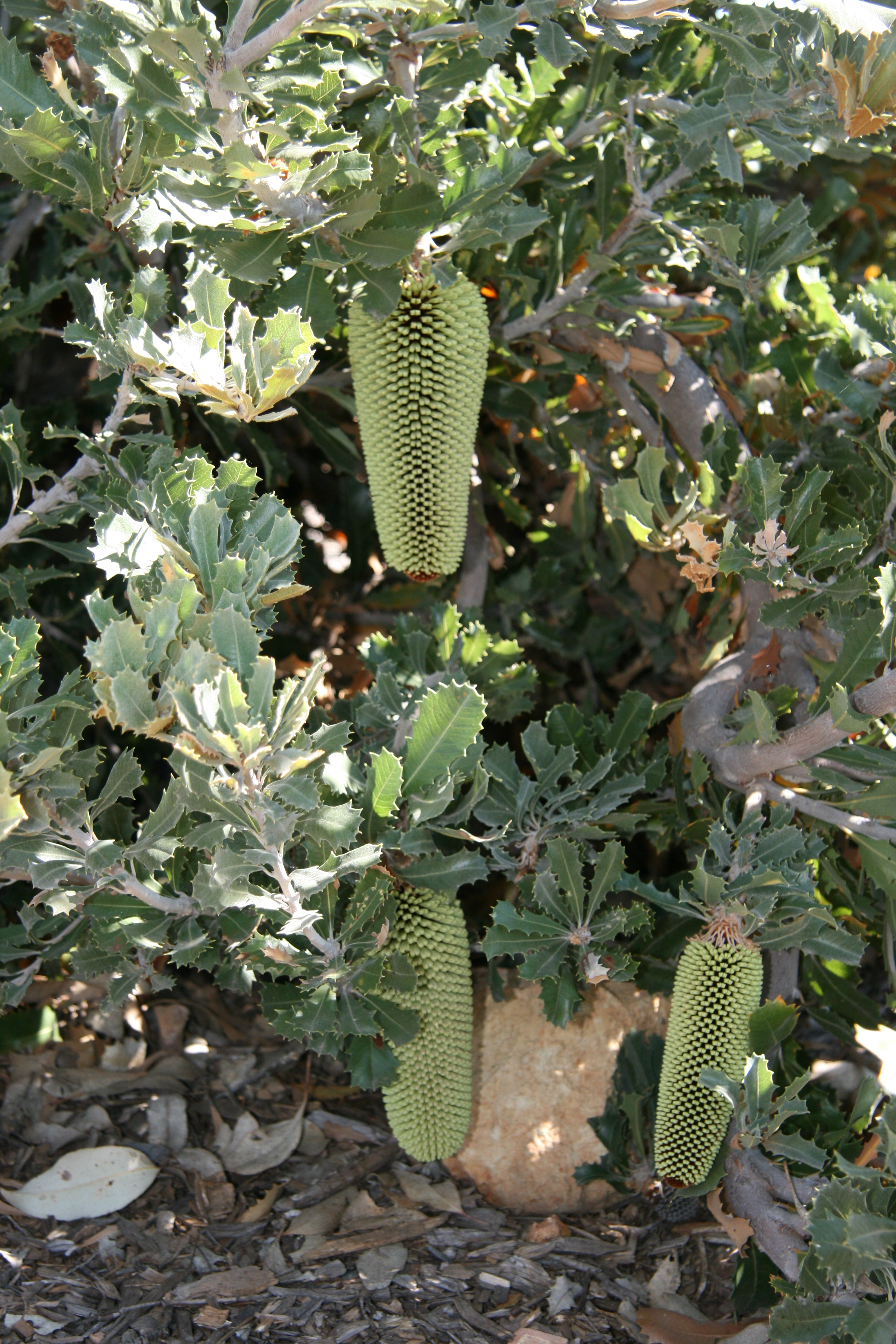
Vista de la planta

## Descripción
Forma un arbusto más bien ralo de 4,5 m de altura. Sus hojas bastante pequeñas y rígidas están dentadas de forma irregular y los brotes nuevos están cubiertos de pelos rojizos. Sus racimos de flore, de 10 cm de longitud son de color amarillo limón y aparecen a finales de primavera y comienzos del verano. Aparece al este del Parque nacional Río Fitzgerald en la costa sur de Australia Occidental.

## Taxonomía
Banksia lemanniana fue descrito por Carl Meissner y publicado en Hooker's Journal of Botany and Kew Garden Miscellany 4: 210. 1852.
Etimología
Banksia: nombre genérico que fue otorgado en honor del botánico inglés Sir Joseph Banks, quien colectó el primer espécimen de Banksia en 1770, durante la primera expedición de James Cook.
lemanniana: epíteto otorgado en honor del botánico Charles Morgan Lemann.
Sinonimia
- Banksia lehmanniana
- Sirmuellera lemanniana Kuntze[2]